# Grotte de Gough
La grotte de Gough (en anglais : Gough's Cave) est une grotte des gorges de Cheddar, dans les collines de Mendip, à Cheddar, dans le Somerset, en Angleterre. La grotte mesure 90 mètres de profondeur et 2,135 kilomètres de long.
Il y coule la Cheddar Yeo, la plus grande rivière souterraine de Grande-Bretagne.

## Restes humains et occupation
La grotte contenait des restes de squelettes d'humains et d'animaux, tous montrant des marques de coupure et des cassures compatibles avec le décharnement et la consommation. Des fragments de crâne représentent les restes de 5 à 7 humains, dont un jeune enfant d'environ 3 ans et deux adolescents. Les neurocrânes semblent avoir été préparées comme des gobelets ou des récipients, une tradition que l'on retrouve dans d'autres sites magdaléniens à travers l'Europe.
En 1903, les restes d'un homme humain, depuis nommé l'Homme de Cheddar, ont été retrouvés à une courte distance à l'intérieur de la grotte de Gough. Il est le plus ancien squelette humain complet de Grande-Bretagne, datant d'environ 7150 av. J.-C. Ses marqueurs génétiques suggéraient (sur la base de leurs associations avec ceux des populations modernes dont les phénotypes sont connus) qu'il avait probablement les yeux verts, une intolérance au lactose, des cheveux foncés bouclés ou ondulés et, moins certainement, une peau foncée à très foncée.
En 2010, d'autres ossements humains de la grotte ont été examinés, dont la datation au carbone par ultrafiltration indique la fin de la période glaciaire il y a environ 14 700 ans. Une deuxième technique, utilisant la microscopie 3D, a montré que la chair avait été retirée des os en utilisant les mêmes outils et techniques que ceux utilisés sur les os d'animaux. Selon le professeur Chris Stringer du Natural History Museum, cela soutient les théories sur le cannibalisme parmi les personnes vivant ou visitant la grotte à cette époque. En février 2011, la même équipe a publié une analyse de crânes humains de la même date trouvés dans la grotte vers 1987, qui, selon eux, ont été délibérément façonnés en gobelets ou bols rituels.
En 2020, une défense de mammouth de 20 cm de long percée d'une ligne de quatre trous, estimée à 40 000 ans, a été découverte en Allemagne près de la base des gisements aurignaciens de Hohle Fels. La défense a été interprétée comme étant un dispositif pour fabriquer de la corde. Des rainures autour de chaque trou auraient maintenu les fibres végétales en place. Un appareil similaire vieux de 15 000 ans, fait de bois de renne, a été trouvé dans la grotte de Gough. L'existence de ces outils à différents endroits indique que la fabrication de cordes était déjà devenue une activité humaine importante au Paléolithique supérieur. Les cordes auraient alors pu être utilisées pour fabriquer des filets de pêche, des collets et des pièges, des arcs et des flèches, des vêtements et des récipients pour transporter de la nourriture. Des objets lourds, tels que des traîneaux, pouvaient désormais être transportés sur des cordes tandis que des pointes de lance pouvaient être attachées à des poteaux,.
En 2022, l'ADN nucléaire et mitochondrial d'une femme trouvée dans la grotte qui vivait il y a environ 14 900 ans a été analysé. Cette femme partageait une ascendance avec un individu ayant vécu il y a 15 000 ans, découvert dans la grotte de Goyet Q2 en Belgique. L'analyse isotopique des restes a montré un régime alimentaire composé d'herbivores terrestres tels que des cerfs élaphe, des aurochs et des chevaux.